# Mesa Grande, Zacatecas
Mesa Grande är en ort i Mexiko.   Den ligger i kommunen Santa María de la Paz och delstaten Zacatecas, i den centrala delen av landet, 500 km nordväst om huvudstaden Mexico City. Mesa Grande ligger 1 944 meter över havet och antalet invånare är 192.
Terrängen runt Mesa Grande är kuperad söderut, men norrut är den platt. Terrängen runt Mesa Grande sluttar norrut. Runt Mesa Grande är det glesbefolkat, med 13 invånare per kvadratkilometer. Närmaste större samhälle är Santa María de la Paz, 4,9 km söder om Mesa Grande. I omgivningarna runt Mesa Grande växer huvudsakligen savannskog.